# Forteviot Square

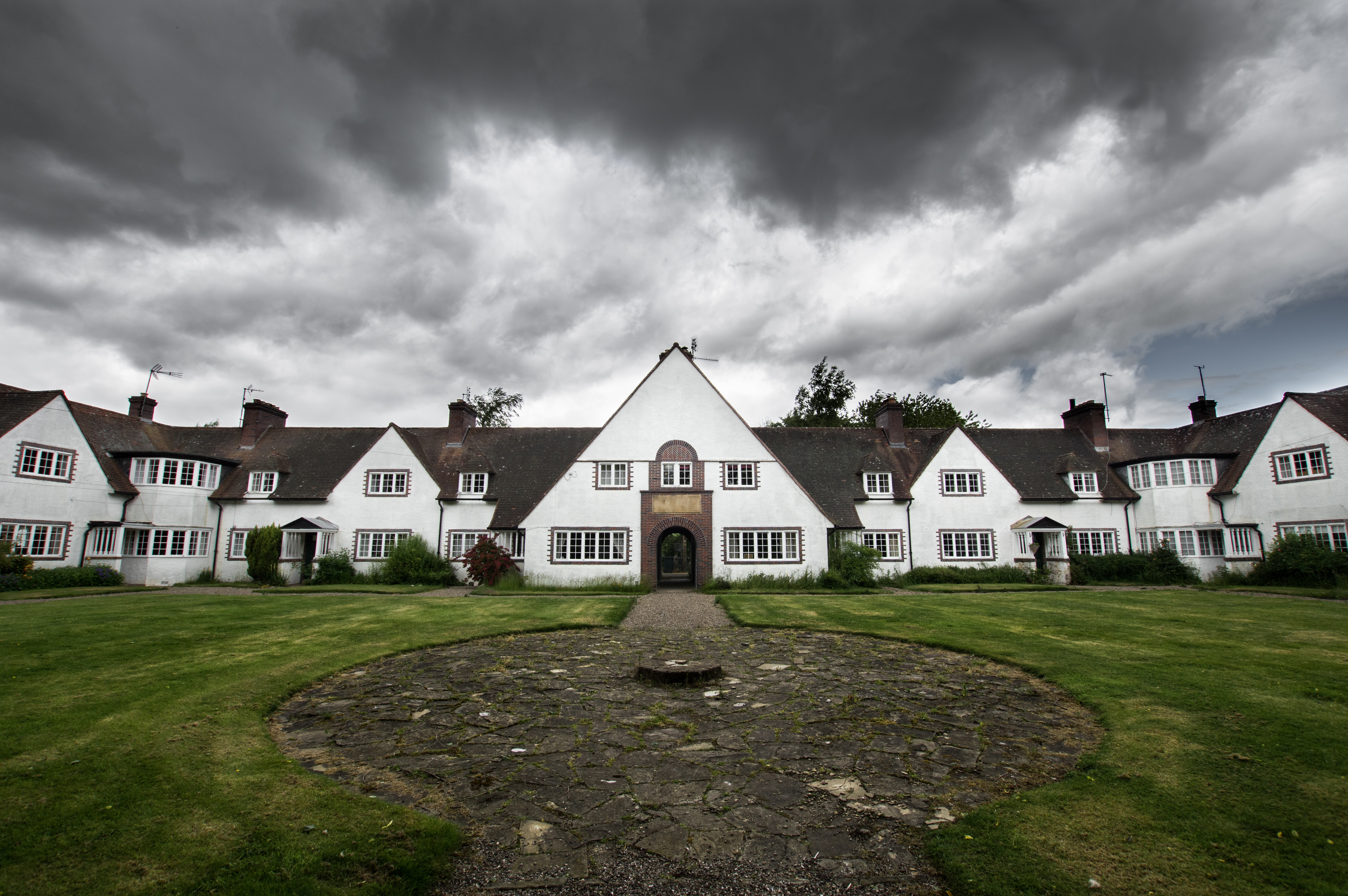
Forteviot Square

Forteviot Square ist ein Ensemble von Wohngebäuden in der schottischen Ortschaft Forteviot in der Council Area Perth and Kinross. 1981 wurde das Bauwerk in die schottischen Denkmallisten in der höchsten Denkmalkategorie A aufgenommen.

## Geschichte
Die kleine Ortschaft Forteviot blickt auf eine lange Geschichte zurück und war einst Hauptstadt eines piktischen Königreichs. John Dewar, 1. Baron Forteviot, Politiker und Miteigentümer des Whiskykonzerns Dewar’s, veranlasste die Neugestaltung der Ortschaft im Stile einer englischen Gartenstadt. Der schottische, vornehmlich in Glasgow aktive Architekt James Miller plante Dewars Vision und setzte sie zwischen 1925 und 1927 um.

## Beschreibung
Die Gebäude des Forteviot Squares machen den Nordteil des heutigen Weilers aus. Das im traditionellen englischen Stil ausgestaltete Ensemble umschließt U-förmig einen Platz. Seine Fassaden sind mit Harl verputzt, wobei Zierbändern und verzierte Gebäudeöffnungen mit Backstein abgesetzt sind. Die Gebäude sind einstöckig ausgeführt, verfügen aber über ausgebaute Dachgeschosse. Markant ist der weite Giebel des zentralen Gebäudes. Die abschließenden Dächer sind mit rötlichen englischen Ziegeln eingedeckt. Die Forteviot Hall steht schräg gegenüber dem Gebäudeensemble.